# Plein sud - Andando a sud
Plein Sud - Andando a sud (Plein Sud) è un film del 2009 diretto da Sébastien Lifshitz, con Léa Seydoux e Yannick Renier.

## Trama
Sam è un ragazzo ventisettenne separato dalla madre quand'era bambino. Egli decide di intraprendere un viaggio estivo verso la Spagna a bordo della sua Ford con il solo scopo di ritrovare la madre. Insieme a lui ci sono Mathieu e Léa, due fratelli incontrati lungo la strada ed affascinati dai bei ragazzi. Al gruppo ben presto si aggiunge un quarto ragazzo, Jérémie. Nel corso del lungo viaggio verso la Spagna, i ragazzi impareranno a conoscersi e ad amarsi.